# Мишів
Миші́в — село в Україні, в Іваничівській селищній громаді Володимирського району Волинської області. Населення становить 884 осіб.

## Історія
У 1906 році село Грибовицької волості Володимир-Волинського повіту Волинської губернії. Відстань від повітового міста 20 верст, від волості 7. Дворів 101, мешканців 747.
Після ліквідації Іваничівського району 19 липня 2020 року село увійшло до Володимир-Волинського району.

## Населення
Згідно з переписом УРСР 1989 року чисельність наявного населення села становила 862 особи, з яких 379 чоловіків та 483 жінки.
За переписом населення України 2001 року в селі мешкало 876 осіб.

### Мова
Розподіл населення за рідною мовою за даними перепису 2001 року:
| Мова            | Кількість | Відсоток |
| --------------- | --------- | -------- |
| українська      | 875       | 98.98%   |
| російська       | 7         | 0.80%    |
| білоруська      | 1         | 0.11%    |
| інші/не вказали | 1         | 0.11%    |
| Усього          | 884       | 100%     |

## Культура

### Релігія
- Мурована Миколаївська церква візантійської архітектури побудована у 1885 році. Із 1962 по 1988 рік була закрита.
- Адвентисти сьомого дня - громада нараховує 13 членів громади.

## Галерея

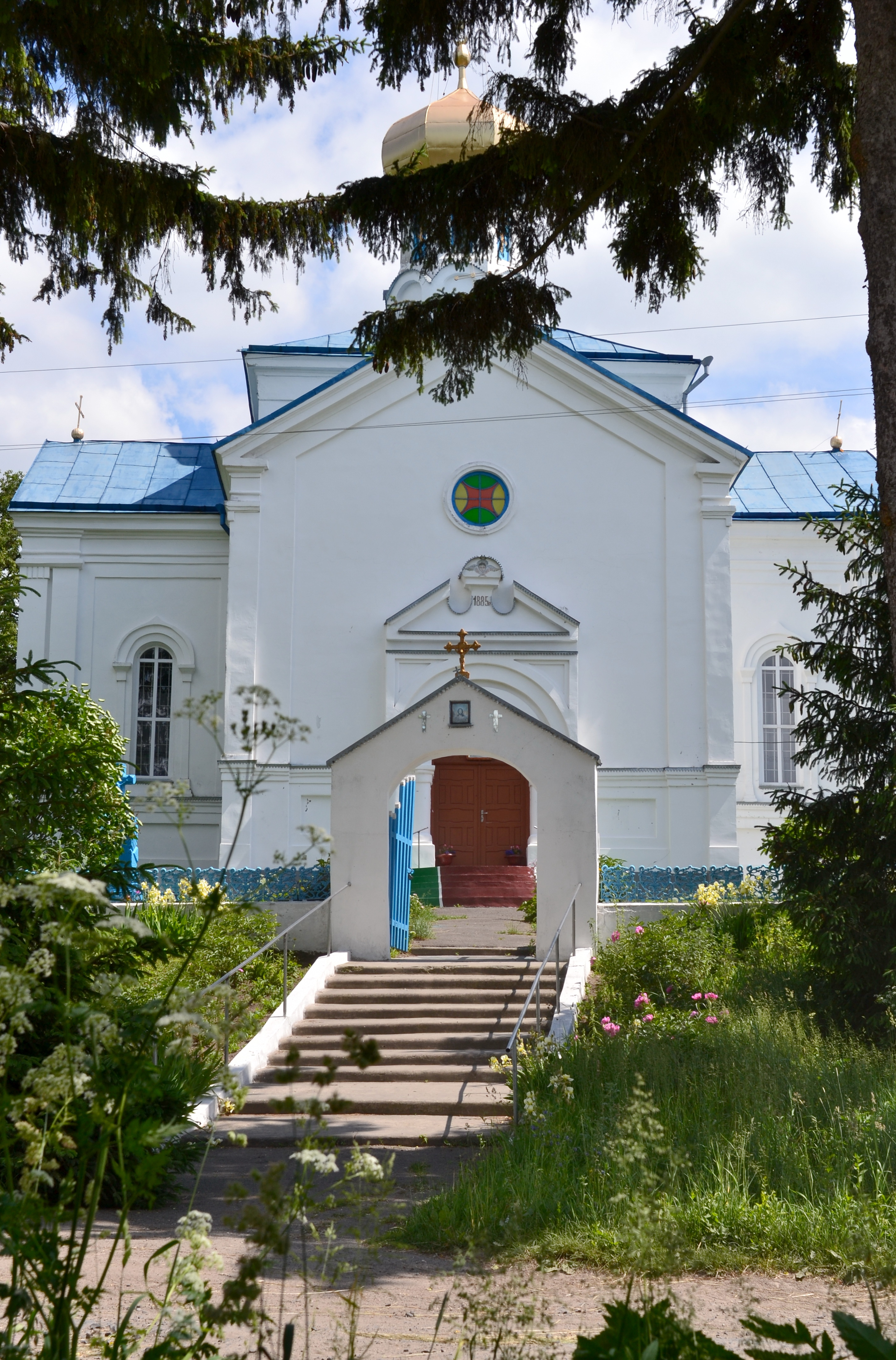
Головний вхід до Миколаївської церкви
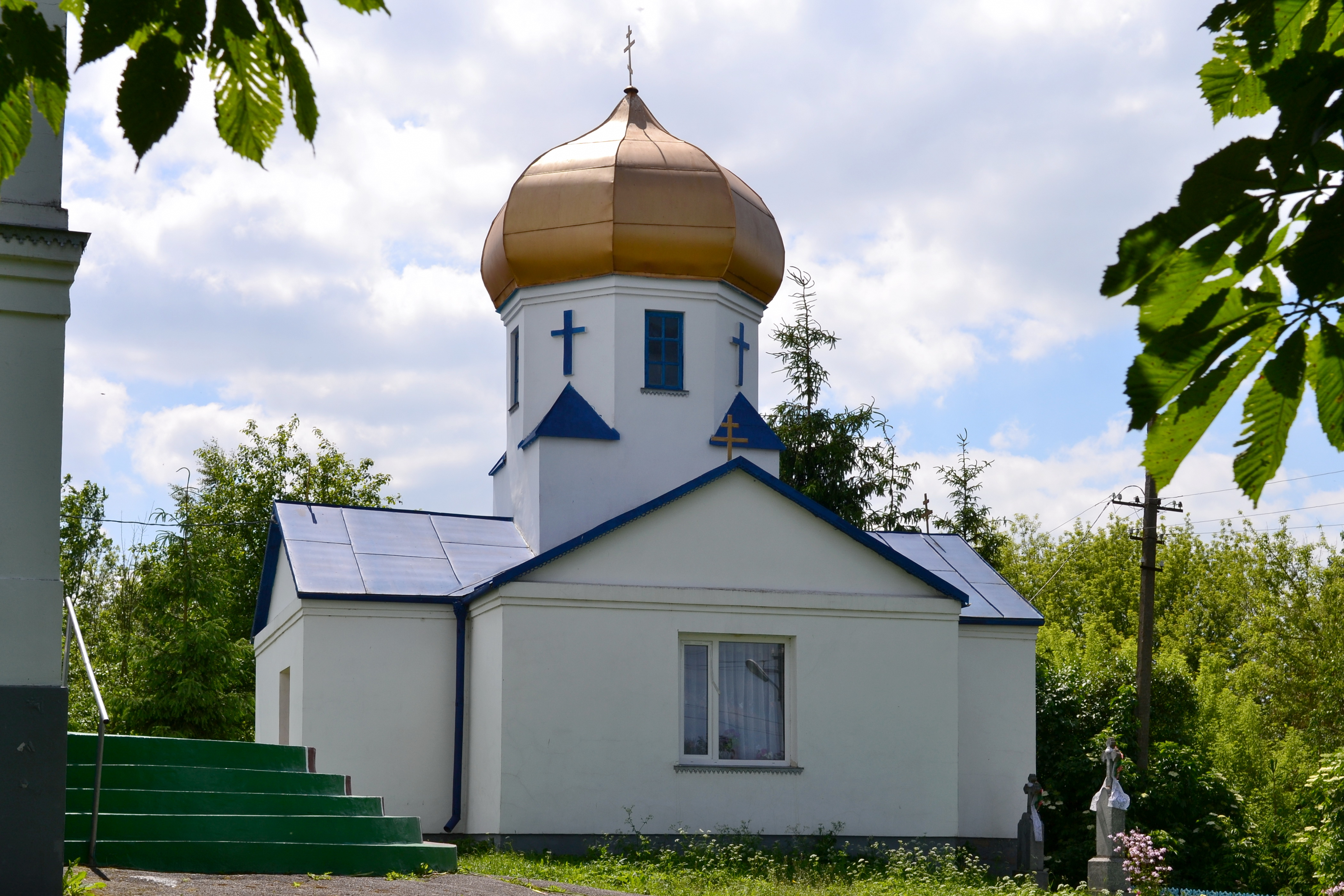
Дзвіниця Миколаївської церкви
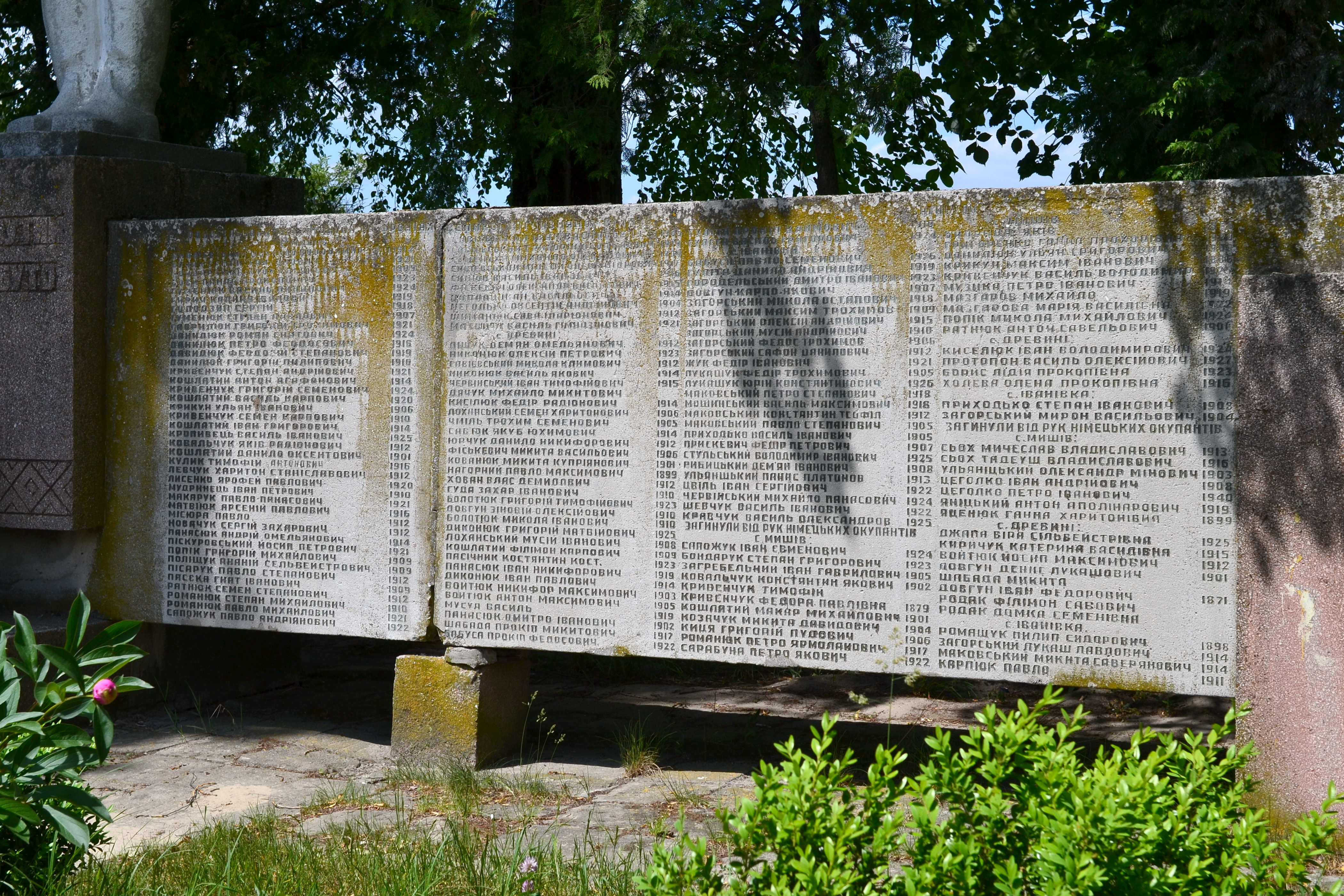
Перелік загиблих односельчан на пам'ятнику землякам